# Drôme (afluente del Ródano)
El río Drôme (en occitano y en español áurico Droma) es un río de Francia. Nace en los Alpes y desemboca en el Ródano en un gran delta fluvial, tras un curso de 110 kilómetros por el departamento de su mismo nombre. Su cuenca abarca 1.640 km². Es uno de los pocos ríos europeos de su longitud que no tiene embalses.

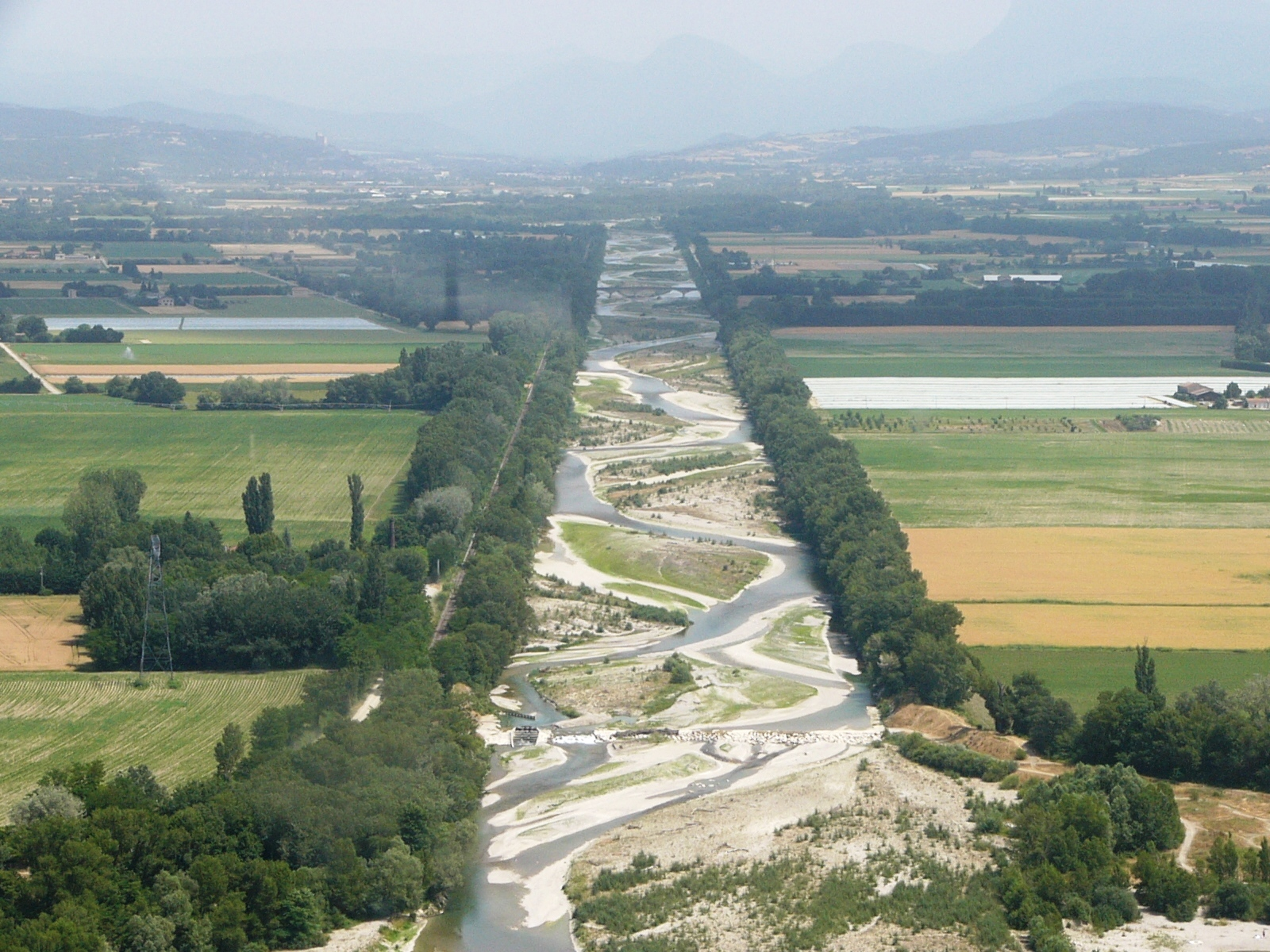
El curso del Drôme acondicionado cerca de Crest

- Datos: Q743296
- Multimedia: Drôme River / Q743296